# Leonardo Cordeiro
Leonardo Santos Cordeiro (* 8. November 1989 in São José dos Campos) ist ein ehemaliger brasilianischer Automobilrennfahrer. Er wurde 2009 südamerikanischer Formel-3-Meister. Er trat 2010 und 2011 in der GP3-Serie an.

## Karriere
Wie die meisten Motorsportler begann Cordeiro seine Karriere im Kartsport, in dem er von 2003 bis 2006 aktiv war. 2006 debütierte er zudem im Formelsport und trat zu je einem Rennen der Formel Sao Paulo und der argentinischen Formel Renault an. 2007 wechselte er komplett in den Formelsport und startete für Lecor Sports in der südamerikanischen Formel-3-Meisterschaft. Nachdem er in seiner ersten Saison den 17. Gesamtrang belegt hatte, wechselte er 2008 zum Meisterrennstall Cesário Fórmula. Cordeiro entschied ein Rennen für sich, stand bei weiteren sieben Rennen auf dem Podest und belegte am Saisonende den vierten Gesamtrang hinter seinem Teamkollegen Pedro Enrique, der Vizemeister wurde. 2009 blieb er bei Cesário Fórmula und bestritt seine dritte Saison in der südamerikanischen Formel 3. Er dominierte die Saison, gewann 10 von 18 Rennen und sicherte sich den Meistertitel vor Claudio Cantelli.
2010 wechselte Cordeiro nach Europa in die neugegründete GP3-Serie. Er startete als Teamkollege von Michael Christensen und Miki Monras für MW Arden. Er erzielte nur einen Punkt und belegte den 27. Gesamtrang. 2011 bestritt Cordeiro seine zweite GP3-Saison für Carlin. Er blieb ohne Punkte und schloss die Saison auf dem 30. Platz der Fahrerwertung ab.
2012 wechselte Cordeiro in den GT-Sport. Er wurde mit vier Siegen Zweiter der brasilianischen GT4-Meisterschaft.

## Statistik

### Karrierestationen
| - 2003–2006: Kartsport - 2006: Formel Sao Paulo (Platz 15) - 2006: Argentinische Formel Renault (Platz 70) | - 2007: Südamerikanische Formel 3 (Platz 17) - 2008: Südamerikanische Formel 3 (Platz 4) - 2009: Südamerikanische Formel 3 (Meister) | - 2010: GP3-Serie (Platz 27) - 2011: GP3-Serie (Platz 30) - 2012: Brasilianische GT4 (Platz 2) |